# Estadio Gunther Vogel
Estadio Gunther Vogel a wcześniej Estadio Ciudad Universitaria – to stadion piłkarski w San Lorenzo, w Paragwaju. Swoje mecze rozgrywa na nim drużyna piłkarska Sportivo San Lorenzo. Stadion miał kiedyś pojemność 8 000 osób. Został wybudowany w 1937. Posiada nawierzchnię trawiastą.